# Walter Harris
Walter Harris va ser un entrenador de futbol anglès.

## Carrera futbolística
Walter Harris va estar vinculat al món del futbol espanyol, i durant el seu temps també va acumular un negoci de massatges i banys a Droitwich Spa. Segons els registres el 1906 hi havia al Barça un jugador del mateix nom, podria haver estat ell, tot i que això no està confirmat. És aquí on potser va començar la seva carrera al futbol espanyol, i finalment es va convertir en entrenador de clubs a Espanya.
Conegut en el futbol espanyol com a Mr. Harris, va arribar a Espanya el 1922 per entrenar l'històric equip Real Unión. El 1922 va ser l'entrenador del País Basc.  El 1924 es va traslladar a París, on va treballar com a massatgista i ajudant d'entrenador de la selecció francesa als Jocs Olímpics de París de 1924, i va esdevenir entrenador ajudant de Tom Griffiths. Les dades sobre la seva carrera són difícils de recopilar a causa de les limitades fonts d'informació disponibles al voltant d'aquell període. Va arribar a ser entrenador de diversos clubs espanyols com el Real Unión, l'Athletic Club,  el Celta de Vigo,  el CA Osuna, Alavés, Reial Màlaga, Atlètic de Madrid i Hèrcules.